# Žbevnica
Žbevnica är ett berg i Kroatien. Det ligger i länet Istrien, i den västra delen av landet, 160 km väster om huvudstaden Zagreb. Toppen på Žbevnica är 1 014 meter över havet.